# Marc Revest
Cet article court présente un sujet plus développé dans : Stéphane Jourat.
Marc Revest est un pseudonyme collectif utilisé par Stephan Jouravieff et Claude Joste

## Publications: Série Kern
1. Kern cogne sur la parallèle, Fleuve noir, coll. « Espionnage » no 526
2. Kern casse l'icône, Fleuve noir, coll. « Espionnage » no 547
3. Kern tue le mort, Fleuve noir, coll. « Espionnage » no 569
4. Kern enfonce la porte d'or, Fleuve noir, coll. « Espionnage » no 601
5. "Achtung", M. Kern, Fleuve noir, coll. « Espionnage » no 613
6. Kern noie le pharaon, Fleuve noir, coll. « Espionnage » no 625
7. Trafalgar Kern, Fleuve noir, coll. « Espionnage » no 630
8. Safari à Delhi pour Kern, Fleuve noir, coll. « Espionnage » no 650
9. Kern dans le pot au noir, Fleuve noir, coll. « Espionnage » no 668
10. Kern à la kurde, Fleuve noir, coll. « Espionnage » no 691
11. Via Hong-Kong, M. Kern, Fleuve noir, coll. « Espionnage » no 717
12. Kern danse la mazurka, Fleuve noir, coll. « Espionnage » no 730
13. Havane, Mr Kern ?, Fleuve noir, coll. « Espionnage » no 747
14. La longue corde de Kern, Fleuve noir, coll. « Espionnage » no 761
15. Kern à la coule, Fleuve noir, coll. « Espionnage » no 786
16. Kimono Kern, Fleuve noir, coll. « Espionnage » no 804
17. Philippine, Mr Kern, Fleuve noir, coll. « Espionnage » no 817
18. Kern et le beau Danube rouge, Fleuve noir, coll. « Espionnage » no 827
19. Quitte ou Kern, Fleuve noir, coll. « Espionnage » no 846
20. Olé ! Monsieur Kern..., Fleuve noir, coll. « Espionnage » no 864
21. Kern fait le mur, Fleuve noir, coll. « Espionnage » no 878
22. Qui est Socrate, Mr Kern ?, Fleuve noir, coll. « Espionnage » no 892
23. Chili con Kern, Fleuve noir, coll. « Espionnage » no 913
24. Le Fils de Kern, Fleuve noir, coll. « Espionnage » no 944
25. Kangourou, Kern..., Fleuve noir, coll. « Espionnage » no 955
26. Kern moins le quart, Fleuve noir, coll. « Espionnage » no 970
27. Mannekern-pis, Fleuve noir, coll. « Espionnage » no 981
28. Kern à Colin-Maillard, Fleuve noir, coll. « Espionnage » no 997
29. Kerala, Kern, Fleuve noir, coll. « Espionnage » no 1011
30. Kern, la bourse et la vie, Fleuve noir, coll. « Espionnage » no 1027
31. Corridas pour Kern, Fleuve noir, coll. « Espionnage » no 1041
32. Kern sauve le fauve, Fleuve noir, coll. « Espionnage » no 1054
33. Psy...Kernalyse, Fleuve noir, coll. « Espionnage » no 1063
34. Kern à la glace, Fleuve noir, coll. « Espionnage » no 1085
35. Qui berne Kern ?, Fleuve noir, coll. « Espionnage » no 1091
36. Le Kern sur la main, Fleuve noir, coll. « Espionnage » no 1106
37. Ku-Klux-Kern, Fleuve noir, coll. « Espionnage » no 1117
38. Atout Kern, Fleuve noir, coll. « Espionnage » no 1159
39. Anar, Kern, Fleuve noir, coll. « Espionnage » no 1164
40. La came à Kern, Fleuve noir, coll. « Espionnage » no 1174
41. Kern à la Tortue, Fleuve noir, coll. « Espionnage » no 1213
42. Kern au Madère, Fleuve noir, coll. « Espionnage » no 1232
43. Ainsi font, font, font, Fleuve noir, coll. « Espionnage » no 1242
44. Passe-pass, Fleuve noir, coll. « Espionnage » no 1245
45. Croque-Mikern, Fleuve noir, coll. « Espionnage » no 1256
46. Kern et les fausses donnes, Fleuve noir, coll. « Espionnage » no 1281
47. Kernoscopie, Fleuve noir, coll. « Espionnage » no 1294
48. Pas de vagues dans le canal, Fleuve noir, coll. « Espionnage » no 1314
49. Zeus de Kern, Fleuve noir, coll. « Espionnage » no 1325
50. Cache-Kern, Fleuve noir, coll. « Espionnage » no 1339
51. Kern et la ballerine, Fleuve noir, coll. « Espionnage » no 1351
52. Kern dans le Triangle d'or, Fleuve noir, coll. « Espionnage » no 1364
53. Berliner Kern, Fleuve noir, coll. « Espionnage » no 1377
54. La Java de Kern, Fleuve noir, coll. « Espionnage » no 1417
55. Kern contre le BOSS, Fleuve noir, coll. « Espionnage » no 1420
56. Cocody Kern, Fleuve noir, coll. « Espionnage » no 1446
57. La Fille de Kern, Fleuve noir, coll. « Espionnage » no 1452
58. Pièges à Kern, Fleuve noir, coll. « Espionnage » no 1467
59. Le bacille de Kern, Fleuve noir, coll. « Espionnage » no 1474
60. Kern au caviar, Fleuve noir, coll. « Espionnage » no 1491
61. Profils de Kern, Fleuve noir, coll. « Espionnage » no 1519
62. Kern circuit, Fleuve noir, coll. « Espionnage » no 1537
63. Amazonie Kern, Fleuve noir, coll. « Espionnage » no 1554
64. La Fin du monde à Washington, Fleuve noir, coll. « Espionnage » no 1571
65. Lisboa-Kern, Fleuve noir, coll. « Espionnage » no 1577
66. Une Taupe pour Mr. Kern, Fleuve noir, coll. « Espionnage » no 1592
67. Kernésithérapie, Fleuve noir, coll. « Espionnage » no 1598
68. Casse-Kern chinois, Fleuve noir, coll. « Espionnage » no 1603
69. Les Vacances de Mr. Kern, Fleuve noir, coll. « Espionnage » no 1607
70. Kern et le transfuge insolite, Fleuve noir, coll. « Espionnage » no 1618
71. Le Boy-scout et la call-girl, Fleuve noir, coll. « Espionnage » no 1636
72. Made in Kern, Fleuve noir, coll. « Espionnage » no 1641
73. Le Général Kern, Fleuve noir, coll. « Espionnage » no 1648
74. Kern au radar, Fleuve noir, coll. « Espionnage » no 1653
75. Le Fauve amoureux, Fleuve noir, coll. « Espionnage » no 1664
76. Bip, bip, Kern !, Fleuve noir, coll. « Espionnage » no 1678
77. Le Révérend Père Kern, Fleuve noir, coll. « Espionnage » no 1699
78. Kern au tango, Fleuve noir, coll. « Espionnage » no 1706
79. Kern et consorts, Fleuve noir, coll. « Espionnage » no 1722
80. Bolivia-Kern, Fleuve noir, coll. « Espionnage » no 1733
81. Kern et les briseurs de codes, Fleuve noir, coll. « Espionnage » no 1754
82. Kern et Karl, Fleuve noir, coll. « Espionnage » no 1761
83. Ecolo-Kern, Fleuve noir, coll. « Espionnage » no 1770
84. La Longue nuit de Kern, Fleuve noir, coll. « Espionnage » no 1787
85. Kern, le nain et le Président, Fleuve noir, coll. « Espionnage » no 1812
86. Kern et la guerre des étoiles, Fleuve noir, coll. « Espionnage » no 1817
87. Kern à la source, Fleuve noir, coll. « Espionnage » no 1832
88. Angéliquement vôtre, Fleuve noir, coll. « Espionnage » no 1838
89. Marche ou Kern, Fleuve noir, coll. « Espionnage » no 1858
90. Colmatage pour Kern, Fleuve noir, coll. « Espionnage » no 1866
91. Kern à la rame, Fleuve noir, coll. « Espionnage » no 1879
92. Kern au plastic, Fleuve noir, coll. « Espionnage » no 1902